# Dansen (Clouseau)
Dansen is een nummer van de Belgische band Clouseau uit 1989. Het is de vierde single van hun debuutalbum Hoezo?.
"Dansen" is een vrolijk nummer dat gaat over een jongen die op zaterdagavond gaat stappen en veel plezier maakt. Het nummer bereikte de 6e positie in de Vlaamse Radio 2 Top 30. In Nederland werd het nummer geen hit.